# Driekleur

De vlag van Nederland, de oudste nog in gebruik zijnde driekleur

Een driekleur is een vlag met drie gekleurde vlakken, meestal even groot. Driekleuren kunnen zowel horizontale als verticale vlakken hebben, en deze vlakken kunnen worden aangevuld met symbolen. De oudste driekleur die nog steeds gebruikt wordt, is de vlag van Nederland.

## Afrikaanse staten met een driekleur
- Vlag van Benin (een verticaal, twee horizontaal)
- Vlag van Egypte (met een symbool)
- Vlag van Ethiopië (met een symbool)
- Vlag van Gabon
- Vlag van Guinee
- Vlag van Ivoorkust
- Vlag van Kameroen (met een symbool)
- Vlag van Lesotho (met een symbool)
- Vlag van Libië (met een symbool)
- Vlag van Madagaskar (een verticaal, twee horizontaal)
- Vlag van Malawi (met een symbool)
- Vlag van Mali
- Vlag van Nigeria
- Vlag van Rwanda (met een symbool)
- Vlag van Senegal (met een symbool)
- Vlag van Sierra Leone
- Vlag van Tsjaad

## Noord- en Midden-Amerikaanse staten met een driekleur
- Vlag van Barbados (met een symbool)
- Vlag van El Salvador (met een symbool)
- Vlag van Guatemala (met een symbool)
- Vlag van Honduras (met een symbool)
- Vlag van Mexico (met een symbool)
- Vlag van Nicaragua (met een symbool)
- Vlag van Saint Vincent en de Grenadines (met een symbool)

## Zuid-Amerikaanse staten met een driekleur
- Vlag van Argentinië (met een symbool)
- Vlag van Bolivia
- Vlag van Colombia
- Vlag van Ecuador (met een symbool)
- Vlag van Paraguay (met een symbool)
- Vlag van Venezuela (met een symbool)

## Aziatische staten met een driekleur
- Vlag van Cambodja (met een symbool)
- Vlag van India (met een symbool)
- Vlag van Irak (met een symbool)
- Vlag van Iran (met een symbool)
- Vlag van Jemen
- Vlag van Koerdistan (met een symbool)
- Vlag van Laos (met een symbool)
- Vlag van Libanon (met een symbool)
- Vlag van Mongolië (met een symbool)
- Vlag van Syrië (met een symbool)
- Vlag van Tadzjikistan (met een symbool)

## Europese staten met een driekleur
- Vlag van Andorra (met een symbool)
- Vlag van Armenië
- Vlag van Azerbeidzjan (met een symbool)
- Vlag van België
- Vlag van Bulgarije
- Vlag van Duitsland
- Vlag van Estland
- Vlag van Frankrijk
- Vlag van Hongarije
- Vlag van Ierland
- Vlag van Italië
- Vlag van Kroatië (met een symbool)
- Vlag van Letland
- Vlag van Litouwen
- Vlag van Luxemburg
- Vlag van Moldavië (met een symbool)
- Vlag van Nederland
- Vlag van Oostenrijk
- Vlag van Roemenië
- Vlag van Rusland
- Vlag van Servië (met een symbool)
- Vlag van Slovenië (met een symbool)
- Vlag van Slowakije (met een symbool)

## Niet erkende staten met een driekleur
- Vlag van Transnistrië
- Vlag van Zuid-Ossetië

## Vroegere staten met een driekleur
- Vlag van Joegoslavië (1945-1991 met een ster)
- Vlag van Neutraal Moresnet
- Vlag van Servië en Montenegro